# Heliconius fumosa
Heliconius fumosa är en fjärilsart som beskrevs av Heinrich Neustetter 1925. Heliconius fumosa ingår i släktet Heliconius och familjen praktfjärilar. Inga underarter finns listade i Catalogue of Life.